# Song Xiaoyun
Song Xiaoyun (11 de dezembro de 1982) é uma basquetebolista profissional chinesa.

## Carreira
Song Xiaoyun integrou a Seleção Chinesa de Basquetebol Feminino, em Londres 2012 que terminou na sexta colocação. 

## Títulos
- Jogos Asiáticos: 2002 e 2006.